# You Me at Six
You Me At Six fue una banda de rock británica fundada el año 2004 en Surrey, Inglaterra. Está formada por Josh Franceschi (voces), Matt Barnes (bajo), Chris Miller (guitarra), Max Helyer (guitarra rítmica) y Dan Flint (batería). El 6 de octubre de 2008 la banda lanzó su primer álbum, Take Off Your Colours. El 11 de enero del 2010 la banda lanzó su segundo álbum, Hold Me Down. El 3 de octubre de 2011 lanzaron su tercer álbum de estudio Sinners Never Sleep. Su cuarto álbum de estudio Cavalier youth fue lanzado el 28 de enero de 2014. Y su quinto álbum de estudio Night People fue lanzado el 6 de enero de 2017, con un estilo influenciado por bandas como Kings Of Leon y The Killers, contrario a anteriores trabajos que se mostraban más inclinados por la ola Pop Punk de los 2000.

## Historia

### Primeros años yTake Off Your Colours(2004-2008)
You Me at Six se formó en 2004 por Max Helyer (guitarra rítmica y segundas voces) y Josh Franceschi (voz) uniéndose después Matt Barnes (bajo) y su vecino Chris Miller (guitarra principal). Dan Flint se unió en 2007. You me at six siguió siendo desconocido durante dos años. En una entrevista con Dylan, el bajista Matt Barnes dijo que Youmeatsix comenzaría una gira por todo R.U. con su primer material que incorpora gritos y riffs más rápidos con un estilo emo/punk y post-hardcore. Este estilo de música se puede ver en sus "demos" "Promise, Promise", "New Jersey", "Noises" y "This Turbulence Is Beautiful". 
Su primer EP con cuatro canciones fue lanzado en 2006 llamado We Know What It Means to Be Alone. Después lanzaron otro EP con cuatro canciones en 2007 con las canciones "The Rumour", "Gossip", "Noises" y "This Turbulence Is Beautiful".
Tocaron en muchos locales y lugares pequeños durante el 2006, como Laura Waterland Studios en Guildford y Facebar en Reading, formando el apoyo local la banda empezó a tocar en lugares más grandes el 2007. Uno de los grandes avances de la banda fue cuando tocaron en Camden Underworld con un lleno total del público, después con la vacante de apertura del Slam Dunk Festival 2007 (más tarde en el 2009 pasó a ser una de las bandas más importantes del festival). También han abierto conciertos a bandas como "Elliot Minor" y "Paramore", este último en el Colchester Arts Centre donde llamó la atención de algunos medios como Kerrang!.

### Hold Me Down(2009-2010)
La banda inició su año tocando en un espectáculo de lanzamiento en Kingston - originalmente destinado a ser un concierto dentro de la tienda en registros de Juntas, se actualizó rápidamente al nuevo Hipódromo - en apoyo de su nuevo álbum Hold Me Down el 11 de enero . A partir de febrero se han tocado tres veces, incluyendo también una dentro de la tienda HMV y un evento titular HMV promoción de nueva música británica en la Relentless Garage, Londres. Ellos anunciaron que estarían tocando varios en festivales incluyendo Punkspring en Japón, en conjunto en el Vans Warped Tour; y abriendo para Paramore en todas las fechas Soundwave, así como en el Paramore Tour. Han completado su tercera gira titular de sell-out en apoyo de su segundo álbum "Hold Me Down". A ellos se unieron Sean Smith y Elissa Franceschi en las fechas seleccionadas. En Belfast, Matt dijo a GiggingNI.com cómo era "emocionante ver cuánto ha crecido de un año y medio atrás".
En noviembre de 2009, el cantante Josh Franceschi anunció que su segundo álbum de estudio estaba completo y que iba a ser lanzado a principios del 2010. AbsolutePunk.net anunció después que el disco se llamaría "Hold Me Down" y que iba a ser lanzado por Virgin Records el 11 de enero de 2010. La banda anunció poco después que iba a hacer la canción "The Consequence" podía ser descargada gratuitamente en la página oficial de la banda. El álbum fue grabado en los Estudios Outhouse en Reading producido y dirigido por Matt O'Grady y mezclado por John Mitchell, al igual que su disco anterior Take Off Your Colors. 
El álbum debutó en el lugar nº5 de las listas del Reino Unido, sin embargo, logró el puesto nº4 en las listas de éxitos a mediados de semana. Más tarde la banda anunció que el primer sencillo de "Hold Me Down" sería "Underdog". La canción se podía escuchar en su MySpace.

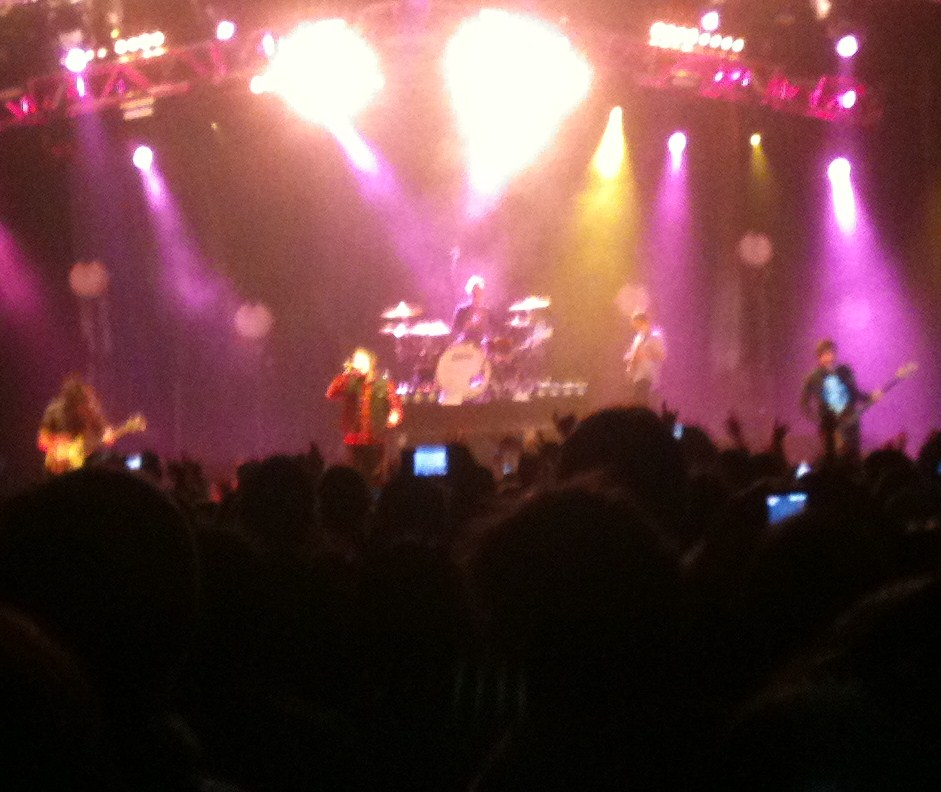
You Me At Six en vivo en el Reino Unido, 2009

El 28 de febrero de 2010, la banda anunció que la canción se lanzaría en iTunes con un paquete exclusivo incluyendo el segundo sencillo de su nuevo álbum Hold Me Down, titulado "Underdog" (que precede a "The Consequence"). 
El EP Underdog EP también incluiría la versión acústica de la canción y un nuevo sencillo titulado "Fact-tastic" que retrata los sentimientos acerca de ciertas bandas de "perdedores" que son fácilmente influenciables por la propagación mistruth por el uso de foros sobre bandas, en especial referencia a la popular página web Punktastic.com.
Se anunció en the Leeds leg de la gira el 16 de marzo que You Me At Six sería volver a Leeds y jugando el festival. En agosto de 2010, la banda se presentó en el escenario principal en los festivales de Leeds y Reading. La banda también realizó un Reading y Leeds calientan concierto en Wedgewood Rooms en Portsmouth en agosto.
El 18 de mayo de 2010, You Me At Six visitado Live Lounge de la BBC Radio One, por segunda vez, presentado por Fearne Cotton. Aparte de ser entrevistados tocaron una versión de "Liquid Confidence" y un cover de "Starry Eyed" de Ellie Goulding en Maida Vale, Londres vivir del aire. El 23 de mayo de 2010, se jugó el "En la Nueva Música Confiamos "el escenario del fin de semana de Radio Uno grande en Bangor, Gales del Norte. A ellos se unieron en el escenario por Sean Smith de "The Consequence" y Aled Phillips en "Save It for the Bed"
El 14 de julio de 2010, la banda anunció el tercer sencillo de su álbum Hold Me Down, titulado "Stay With Me". El 21 de julio, la banda lanzó el video musical desde su página oficial, luego estuvo disponible en iTunes y el canal de Youtube de la banda. El video fue grabado en California antes de dirigirse hacia fuera para el Warped Tour 2010. También se confirmó que la banda lanzaría un paquete de canciones para iTunes de "Stay With Me". El 29 de agosto, el paquete estaba disponible, este incluía la versión acústica de "Stay With Me" y una versión de la canción "Starry Eyed"
A finales de 2010, You Me At Six colaboró con el rapero Chiddy Bang, en la canción titulada 'Rescue Me', que fue lanzada en un EP con otra canción "cara B", 'Knew It Was You', escrita en los tiempos de 'Hold Me Down'. Más tarde se confirmó que la canción 'Rescue Me' no estaría en el tercer disco de estudio, 'Sinners Never Sleep'.

### Sinners Never Sleep(2010-2012)
El 15 de diciembre de 2010, el grupo hizo una entrevista con coupdemainmagazine con respecto al tercer álbum de estudio. Josh contó que tenían muchas demos y que las canciones serían más 'heavies' que los anteriores discos. Y añadió que tenían canciones que podrían estar en un disco de Coldplay, y otras en cambio en uno de Parkway Drive.
El 3 de agosto de 2011, hacía una semana que en la web oficial youmeatsix.co.uk había una cuenta atrás. Se desveló ese día la portada de 'Sinners Never Sleep' y la 'lista de temas' y ya se podía pre-solicitar, con fecha de salida 3 de octubre de 2011. Incluyendo dos canciones con colaboración: con Oli Sykes vocalista de Bring Me The Horizon, en "Bite My Tongue" y con Winston McCall vocalista de Parkway Drive, en "Time Is Money".
El primer sencillo del disco, 'Loverboy' fue escuchado por primera vez en Radio 1. El 'Loverboy EP' sale el 25 de septiembre de 2011, incluyendo la versión acústica del sencillo, la versión instrumental, y la cara B, 'Moon child'.
El 21 de septiembre de 2011, el grupo acudió a la BBC Radio donde tocaron 'Loverboy', 'Little Death' en primicia, y 'Foo Fighters Medley' una "cover" enlazando varias canciones de Foo Fighters.
La banda anunció que el 8 de diciembre de 2012 grabarían su primer álbum y DVD en vivo 'The Final Night Of Sin', en el Wembley Arena de Londres.

### Cavalier Youth(2013-2015)
En junio de 2013, la banda anunció que iba a ingresar en un estudio de grabación en un lugar secreto para grabar su nuevo próximo álbum. La preproducción comenzó el 21 de junio de 2013. 
En julio y agosto de 2013, la banda anunció que seguirián grabando su álbum en Los Ángeles, California, con el productor Neal Avron (Fall Out Boy, Linkin Park, Say Anything). 
El 2 de septiembre de 2013, la banda anunció y se estrenó el primer sencillo para el nuevo disco, titulado 'Lived a lie'. También se reveló que el álbum se titulará ' Cavalier Youth'. El álbum contendrá 12 canciones, incluyendo una pista de interludio. El vídeo musical de "Lived a lie" fue puesto a disposición del mundo en el canal Vevo de la banda y los fanes del Reino Unido pudieron descargar la nueva pista en iTunes poco después.
El 28 de enero de 2014, el álbum se lanzó oficialmente.

### Night PeopleyVI(2016-2020)
En septiembre de 2016 lanzó su primer sencillo "Night People", en octubre "Plus one", mientras que en noviembre "Give"
Una semana después del lanzamiento de Night People, You Me at Six no tenía gestión y se vieron atrapados en batallas legales privadas. A pesar del entusiasmo inicial por el álbum y su éxito, en agosto de 2017 la banda expresó su desdén por el álbum. A raíz de estas críticas mixtas de Night People, You Me at Six lanzó su sexto álbum VI el 5 de octubre de 2018 con críticas mucho más positivas. El álbum debutó y alcanzó el puesto número seis en las listas de álbumes del Reino Unido.
Después de los incendios forestales australianos de 2019-20, la banda lanzó un sencillo benéfico "Our House (The Mess We Made)", recaudando dinero para la fundación WIRES. Franceschi describió el sencillo como una canción independiente y la pista de baile no refleja el sonido al que se dirige la banda.

### Suckapunch,Truth Decayy separación (2021–´2025)
El primer sencillo de su séptimo álbum, "Makemefeelalive", se lanzó el 1 de agosto de 2020 y muestra un cambio significativo en la dirección de sus esfuerzos anteriores de regreso a las raíces más pesadas. El segundo sencillo "Beautiful Way", debutó el 22 de septiembre de 2020. La banda lanzó dos sencillos más, "Suckapunch" y "Adrenaline" antes del lanzamiento del álbum.
El 15 de enero de 2021, la banda lanzó su séptimo álbum de estudio Suckapunch. Debutando en el número uno en las listas de álbumes del Reino Unido, fue el segundo álbum número uno de la banda.
En julio de 2022, Rock Sound informó que el próximo álbum de la banda Truth Decay se lanzaría a principios de 2023. Fue lanzado el 10 de febrero de 2023.
El 31 de enero de 2024, You Me at Six anunció que se embarcarían en una gira de despedida en 2024 para celebrar su vigésimo aniversario. Esta será la última gira de la banda, lo que indica que se separarán en 2025, una vez que concluya la gira.

## Estilo musical
El estilo musical You Me at Six ha sido descrito como pop punk, rock alternativo, pop rock, post-hardcore, emo pop, y screamo.. Con sonidos de letras que se describen como punk rock.

## Miembros
| Alineación final - Josh Franceschi – vocalista (2004-presente) - Chris Miller – guitarra principal (2004-presente) - Max Helyer – guitarra rítmica, coros (2004-presente) - Matt Barnes - bajo (2004-presente) - Daniel Flint - batería, percusión (2007-presente) | Miembros anteriores - Joe Phillips – batería, percusión (2004-2007) |

Línea del tiempo

## Discografía
Álbumes de estudio
- 2008: Take Off Your Colours
- 2010: Hold Me Down
- 2011: Sinners Never Sleep
- 2014: Cavalier Youth
- 2017: Night People
- 2018: VI
- 2021: Suckapunch
- 2023: Truth Decay

### Álbumes de estudio
| Año  | Álbum | Posición | Posición |
| Año  | Álbum | UK       | IRL      |
| ---- | --- | -------- | -------- |
| 2008 | Take Off Your Colours - Lanzamiento: 6 de octubre de 2008 - Sello: Slam Dunk Records, Epitaph - Formato: CD, descarga digital - Certificación: Oro    | 25       | —        |
| 2010 | Hold Me Down - Lanzamiento: 11 de enero de 2010 - Sello: Virgin Records, Epitaph Records - Formato: CD, descarga digital - Certificación: Oro         | 5        | 24       |
| 2011 | Sinners Never Sleep - Lanzamiento: 3 de octubre de 2011 - Sello: Virgin Records, Epitaph Records - Formato: CD, descarga digital - Certificación: Oro | 3        | 26       |
| 2014 | Cavalier Youth - Lanzamiento: 27 de enero de 2014 - Sello: Virgin Records, Epitaph Records - Formato: CD, descarga digital - Certificación: -         | 1        | 27       |
| 2017 | Night People - Lanzamiento: 6 de enero de 2017 - Sello: Virgin Records - Formato: CD. descarga digital - Certificación: -                             | 3        | —        |

### EP
| Año  | Título                            |
| ---- | --------------------------------- |
| 2007 | We Know What It Means to Be Alone |
| 2007 | Untitled 4 Track EP               |
| 2009 | Kiss And Tell EP                  |
| 2010 | Underdog EP                       |
| 2010 | Liquid Confidence Live EP         |
| 2010 | Stay With Me EP                   |
| 2011 | Rescue Me EP                      |
| 2011 | Loverboy EP                       |

### Sencillos
| Año  | Sencillo                               | Posición | Posición | Álbum                 |
| Año  | Sencillo                               | UK       | IRL      | Álbum                 |
| ---- | -------------------------------------- | -------- | -------- | --------------------- |
| 2007 | "Save It for the Bedroom"              | 145      | —        | Take Off Your Colours |
| 2008 | "If I Were in Your Shoes"              | —        | —        | Take Off Your Colours |
| 2008 | "Gossip"                               | —        | —        | Take Off Your Colours |
| 2008 | "Jealous Minds Think Alike"            | 100      | —        | Take Off Your Colours |
| 2009 | "Finders Keepers"                      | 33       | —        | Take Off Your Colours |
| 2009 | "Kiss and Tell"                        | 42       | —        | Take Off Your Colours |
| 2010 | "Underdog"                             | 49       | —        | Hold Me Down          |
| 2010 | "Liquid Confidence"                    | 86       | —        | Hold Me Down          |
| 2010 | "Stay with Me"                         | 52       | —        | Hold Me Down          |
| 2011 | "Rescue Me" (con Chiddy)               | 21       | 50       |                       |
| 2011 | "—" indica que no ingresó en una lista |          |          |                       |

### Otras canciones
| Año  | Sencillo                                  | Posición | Álbum                 |
| Año  | Sencillo                                  | UK       | Álbum                 |
| ---- | ----------------------------------------- | -------- | --------------------- |
| 2010 | "Starry Eyed" (cover of Ellie Goulding)   | 104      | Stay With Me - Single |
| 2011 | "Knew It Was You" (lado B de "Rescue Me") | 154      | Rescue Me - Single    |

### Videos musicales
| Año  | Título                                           | Director        |
| ---- | ------------------------------------------------ | --------------- |
| 2007 | "Save It for the Bedroom" (lanzamiento original) | Lawrence Hardy  |
| 2008 | "If I Were in Your Shoes"                        | Lawrence Hardy  |
| 2008 | "Gossip"                                         | Greg Allan      |
| 2008 | "Jealous Minds Think Alike"                      | Shane Davey     |
| 2009 | "Save It for the Bedroom" (relanzamiento)        | Shane Davey     |
| 2009 | "Finders Keepers"                                | Nick Bartlett   |
| 2009 | "Kiss and Tell"                                  | James Copeman   |
| 2010 | "The Consequence"                                | Lawrence Hardy  |
| 2010 | "Underdog"                                       | Nick Bartlett   |
| 2010 | "Liquid Confidence"                              | Adam Powell     |
| 2010 | "Stay with Me"                                   | Frank Borin     |
| 2011 | "Rescue Me" (con Chiddy Bang)                    | Dale Resteghini |
| 2011 | "Loverboy"                                       | Eran Creevy     |
| 2011 | "Bite My Tongue" (con Oliver Sykes)              | Tim Mattia      |
| 2013 | "Fresh Start Fever"                              |                 |
| 2013 | "Lived A Lie"                                    |                 |
| 2014 | "Room To Breathe"                                |                 |
| 2014 | "Cold Night"                                     |                 |

## Premios
| Año                   | Categoría                                              | Resultado |
| --------------------- | ------------------------------------------------------ | --------- |
| 2008 2009 2011 y 2012 | Best UK Band (Mejor Banda Británica) - Kerrang! Awards | Ganadores |